# 里亞比納河
里亞比納河（烏克蘭語：Рябина），是烏克蘭的河流，位於該國東部，發源自扎里亞賓卡東北部，流經哈爾科夫州和蘇梅州，屬於沃爾斯克拉河的支流，河道全長38公里。